# Santuario de la Beata Virgen del Rosario
La Pontificia Basílica-Santuario Mayor de Nuestra Señora del Rosario de Pompeya es una pontificia Basílica menor y Santuario Mariano, situado en la ciudad de Pompeya, en el área metropolitana de Nápoles (Campania, Italia). El santuario está consagrado a Nuestra Señora del Rosario de Pompeya, advocación mariana que se conmemora el 8 de mayo, siendo este el principal santuario mariano de la región de la Campania y uno de los más importantes de Italia.

## Leyenda
A comienzos del siglo XIX se instalaron en las cercanías de la antigua ciudad romana de Pompeya (sepultada por el volcán Vesubio en el año 79 d. C.), familias de campesinos que erigieron una humilde capilla. En 1872 llegó al lugar un abogado llamado Bartolo Longo (beatificado el 26 de octubre de 1980), quien descubrió que, después de la muerte del sacerdote, ya no había misas en la capilla y pocos seguían firmes en la fe católica. 
Una noche Longo vio en sueños a un amigo muerto años atrás que le dijo: "Salva a esta gente, Bartolo. Propaga el Rosario. Haz que lo recen. María prometió la salvación para quienes lo hagan". A partir de aquí comenzó la reparación de la capilla y la afluencia de fieles que acudían a la misma a rezar el Santo Rosario.
En 1878, Longo obtuvo de un convento de Nápoles un cuadro de Nuestra Señora entregando el Santo Rosario a Santo Domingo y Santa Catalina de Siena. Puesta sobre el altar del templo, la sagrada imagen comenzó a obrar milagros. 
El 8 de mayo de 1887, el cardenal Mónaco de la Valleta colocó a la venerada imagen una diadema de brillantes bendecida por el Papa León XIII. El día 8 de mayo se celebra la festividad mayor de Nuestra Señora del Rosario de Pompeya, llamada popularmente la "Madonna di Pompei" (la Virgen de Pompeya).

## La basílica actual

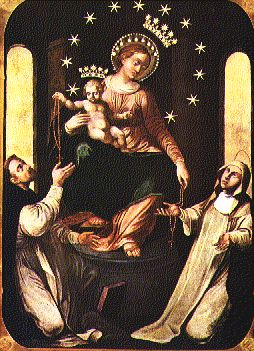
Cuadro de Nuestra Señora del Rosario de Pompeya, venerado en el interior del templo.

El actual santuario fue construido con las ofrendas espontáneas de los fieles de todo el mundo. Su construcción se inició el 8 de mayo de 1876. El 8 de mayo de 1891, se llevó a cabo la Solemne Consagración del nuevo Santuario de Pompeya. El santuario fue elevado a la dignidad de Basílica Pontificia por el papa León XIII el 4 de mayo de 1901. El campanario, que tiene 88 m, fue iniciado en 1912 y finalizado en 1925.
En los años siguientes el santuario sobrevivió a grandes altercados, como la erupción del Vesubio en 1944 y la llegada de las tropas nazis que llegaron a amenazar con la destrucción del santuario. 
El santuario fue visitado por el papa Juan Pablo II el 21 de octubre de 1979 y el 7 de octubre de 2003, por el papa Benedicto XVI el 19 de octubre de 2008 y por el papa Francisco el 21 de marzo de 2015. 
El santuario es actualmente un destino de grandes peregrinaciones religiosas, también acoge a muchos turistas fascinados por la majestuosidad de la basílica. Cada año, más de cuatro millones de personas visitan el santuario, que es por lo tanto, uno de los santuarios más visitados de Italia. En particular, el día 8 de mayo y el primer domingo de octubre, decenas de miles de peregrinos acuden a la ciudad de Pompeya, para celebrar la fiesta en honor de la Santísima Virgen del Rosario de Pompeya.